# 山本甲士
山本 甲士（やまもと こうし、1963年 -）は、日本の小説家。滋賀県大津市出身。北九州大学法学部卒業。

## 経歴
1996年、『ノーペイン、ノーゲイン』が第16回横溝正史ミステリ大賞優秀作に選ばれデビュー。また、山本ひろしの名義で2004年に『君だけの物語』で第13回小川未明文学賞優秀賞、2005年に『心理捜査』で第1回チュンソフト小説大賞金賞を受賞している。そのほかの著作に、『どろ』『かび』『とげ』の3部作など。また、映画のノベライズも手がけている。『わらの人』は、『髪がかり』として映画化された。

## 著書

### 小説

#### 探偵稼業シリーズ
- あした砕ける―探偵稼業（1999年8月 C★NOVELS）
- 時よ飛沫に―探偵稼業（1999年12月 C★NOVELS）
- 風はねじれて―探偵稼業（2000年4月 C★NOVELS）
- 傷が散りゆく―探偵稼業（2001年2月 C★NOVELS）

#### 始末屋稼業シリーズ
- 始末屋稼業（2002年7月 廣済堂出版）
- 始末屋稼業2―強奪（2002年12月 廣済堂出版）
- 始末屋稼業3―泥戦（2003年9月 廣済堂出版）

#### ひかりの魔女シリーズ
- ひかりの魔女（2014年3月 双葉社 / 2016年10月 双葉文庫）
- ひかりの魔女 にゅうめんの巻（2019年5月 双葉文庫）
- ひかりの魔女 さっちゃんの巻（2020年10月 双葉文庫）

#### 迷犬マジックシリーズ
- 迷犬マジック（2021年9月 双葉文庫）
- 迷犬マジック 2（2022年9月 双葉文庫）
- 迷犬マジック 3（2023年6月 双葉文庫）

#### ひなたシリーズ
- ひなた弁当（2009年11月 中央公論新社 / 2011年9月 中公文庫 / 2017年2月 小学館文庫）
- がんこスーパー（2018年10月 ハルキ文庫）【改題】ひなたストア（2020年2月 小学館文庫）
- 民宿ひなた屋（2022年11月 潮文庫）
- ひなた商店街（2024年2月 潮文庫）

#### シリーズ外作品
- ノーペイン、ノーゲイン（1996年5月 角川書店）
- バッドブラッド（1997年5月 角川書店）
- 騙り屋（1999年2月 勁文社ノベルス）
- 誘拐迷路（1999年6月 実業之日本社）
- ナイト（2000年2月 ハルキノベルス）
- 蛇の道は蒼く（2000年9月 ハルキ文庫）
- 逃げる（2001年8月 廣済堂出版）
- どろ（2001年10月 中央公論新社 / 2004年12月 小学館文庫）
- かび（2003年6月 小学館 / 2006年7月 小学館文庫）
- あかん（2003年11月 小学館文庫）
- 裏切りの罠（2004年1月 廣済堂文庫）
- とげ（2005年3月 小学館 / 2008年4月 小学館文庫）
- ぱちもん（2005年8月 小学館文庫）
- わらの人（2006年11月 文藝春秋 / 2009年12月 文春文庫）
  - 【改題】かみがかり（2014年11月 小学館文庫）
- あたり―魚信（2008年6月 文藝春秋 / 2014年10月 小学館文庫）
- ばす（2008年9月 双葉社）
  - 【改題】バスのから騒ぎ（2011年8月 双葉文庫）
- ひろいもの（2009年3月 小学館 / 2013年1月 小学館文庫）
- 戻る男（2010年6月 中央公論新社 / 2012年3月 中公文庫 / 2018年12月 小学館文庫）
- 迷わず働け（2011年1月 小学館文庫）
- 再会キャッチボール（2011年6月 小学館文庫）
- 巡る女（2011年12月 中公文庫）
  - 【改題】めぐるの選択（2018年4月 小学館文庫）
- 海獣ダンス（2012年1月 小学館文庫）
  - 【改題】ひがた町の奇跡（2018年6月 双葉文庫）
- そうだ小説を書こう（2012年7月 小学館文庫） - 山本ひろし名義で刊行された『君だけの物語』を大幅改稿・加筆
- 俺は駄目じゃない（2013年5月 双葉社 / 2016年8月 双葉文庫）
- ダイナマイト・キッドなんか大嫌い（2014年4月 中公文庫）
- 銀幕の神々（2015年1月 小学館）
  - 【改題】運命のひと（2018年1月 小学館文庫）
- つめ（2016年10月 小学館 / 2020年7月 小学館文庫）
- はじめまして、お父さん。（2018年3月 双葉文庫）
- がんこスーパー（2018年10月 ハルキ文庫）
  - 【改題】ひなたストア（2020年2月 小学館文庫）
- そのウソ、お見通しだ！ 平間巡査部長の捜査ファイル（2019年3月 双葉文庫）

#### アンソロジー
「」内が山本甲士の作品
- 本格推理〈9〉死角を旅する者たち（1996年12月 光文社文庫）「小指は語りき」

### 映画ノベライズ
- ALWAYS 三丁目の夕日（原案：西岸良平、2005年11月 小学館文庫 / 2006年9月 大活字文庫【1-3】）
- 墨攻（2007年1月 小学館）
- ALWAYS 続・三丁目の夕日 もういちど、あのときへ。（原案：西岸良平、2007年9月 小学館文庫）
- 新版 劒岳〈点の記〉（原作：新田次郎、2009年3月 文藝春秋）

## 映像化作品

### 映画
- 髪がかり（2008年5月31日公開、配給：エクセレントフィルム、監督：河崎実、主演：夏木マリ、原作：わらの人）

### テレビドラマ
- とげ 小市民 倉永晴之の逆襲（2016年10月8日 - 11月26日、全8話、東海テレビ・フジテレビ系「オトナの土ドラ」枠、主演：田辺誠一、原作：とげ）